# El tahúr (banda sonora)
El tahúr es el vigésimo quinto álbum de estudio del cantante mexicano Vicente Fernández lanzado en 1979 bajo el sello discográfico de CBS y formó parte de la banda sonora de la película del mismo nombre en la que el precisamente actúa. Forma parte de la lista de los 100 discos que debes tener antes del fin del mundo, publicada en 2012 por Sony Music.

## Lista de canciones
- 1. Cuando yo quería ser grande
- 2. El adiós a la vida
- 3. El martes me fusilan
- 4. El tahúr
- 5. La ruleta
- 6. Las botas de charro
- 7. Me voy lejos, lejos, lejos
- 8. Mi último rezo
- 9. Señora de tal
- 10. Y me acordé de ti
- 11. Ya me voy para siempre
- 12. Para morir iguales (no incluida de su álbum)

- Datos: Q21002776